# Aiôn
Aiôn (1961), subtitulada «Cuatro episodios de un día de Brahmā», para 6 percusionistas, timbalista y 35 músicos, es una sinfonía en cuatro movimientos del compositor italiano Giacinto Scelsi.

## Orgánico
2 oboes, 1 corno inglés, 2 clarinetes en si bemol, 1 clarinete bajo, 2 fagotes, 1 contrafagot, 6 cornos, 3 trompetas, 4 trombones, 4 tubas, timbales, 6 percusionistas, 1 arpa, 4 violonchelos y 4 contrabajos.

## Ficha técnica
- Estreno: 12 de octubre de 1985 en Colonia (Renania del Norte-Westfalia), Orquesta de la Radio WDR dirigida por Zoltán Pesko.
- Partitura: Salabert.fr (Éditions Salabert), París (Francia); ref. EAS 18159.
- Duración: 19 min.
- Discografía: Orquesta Filarmónica de la Radio-Televisión Polaca de Cracovia (Polonia), dirigida por Jürg Wyttenbach. Grabación en junio de 1988 en la iglesia de Santa Catalina de Cracovia. Editada en Francia por Accord; ref. 200402 (1988), ref. 201692 (1992). Reeditada por Universal-Musidisc; ref. 464 239-2 (2002), ref. 476 107-2 (2003).

- Datos: Q5661457